# 罗伯特·I·罗特伯格
罗伯特·I·罗特伯格（英語：Robert Irwin Rotberg，1935年4月11日—）是一位美国國際關係理論学者，曾任拉斐特学院校长。